# Идите лесом
«Идите лесом» — проект, основанный в октябре 2022 года и помогающий уклоняться от мобилизации в России, связанной с вторжением на Украину. Работает через Telegram-бот.
Проект был основан российским общественным деятелем Григорием Свердлиным, бывшим директором благотворительной организации «Ночлежка». В проекте работает несколько десятков волонтёров, работающих по несколько часов в неделю из-за рубежа, также имеются юристы, психологи и психотерапевты.
Проект помогает россиянам отказаться от повестки, уехать в другой регион или за границу. Он помогал людям сдаться в плен и установил связи с занятым этим украинским проектом «Хочу жить». Внутри него имеется отдельная команда «Лесники», занятая нелегальной деятельностью.
По состоянию на октябрь 2022 года, в проект обратились 2300 человек, в том числе 34 получили психологическую консультацию. По состоянию на ноябрь 2023 года, проект помог около 20 тысячам человек. К январю 2024 года доля запросов о помощи с дезертирством выросла до 36 %, по состоянию на февраль 2024 года в проект обратились 2086 желающих дезертировать. По состоянию на август 2024 года, проект помог 34 735 людям. 
17 января 2025 года проект был внесён Минюстом РФ в реестр иностранных агентов. 